# Centenario (diamante)
Il Centenario (nome originale De Beers Centenary) è un diamante di 273,85 carati con taglio a brillante a forma di cuore, incolore. L'istituto gemmologico GIA lo ha classificato con il grado D (il più alto), senza imperfezioni sia interne che esterne. Il nome gli è stato dato dalla De Beers per celebrare il centenario della fondazione della società.
Proviene dalla Premier Mine in Sudafrica, dove fu trovato nel 1986, ed è il terzo più grande trovato in quella miniera. Il diamante grezzo pesava 599 carati (pari a 120 grammi). La De Beers affidò il taglio del diamante a un gruppo guidato dal belga Gabi Tolkowsky, uno dei più famosi tagliatori di gemme al mondo. Il primo lavoro di sgrossatura fu fatto a mano anziché con il laser, per evitare effetti di riscaldamento potenzialmente dannosi per la struttura interna. Fu scelta per la gemma finale una forma a cuore, ma senza scanalatura. Si pensava che questa forma fosse particolarmente adatta per ornare il turbante di un Sultano o di un Maharaja.
Il taglio fu terminato in febbraio del 1991. I tagliatori presentarono alla De Beers una splendida gemma con peso finale di 273,85 carati (circa 55 grammi) e ben 247 sfaccettature, con dimensioni di circa 40 x 50 x 24 mm.
Non si conosce il prezzo di mercato di questo diamante, ma è noto che durante l'esposizione in pubblico nella Torre di Londra (dove rimase per alcuni anni), era stato assicurato per 100 milioni di dollari. Sono circolate voci che il diamante sia stato venduto, ma la De Beers ha replicato alle domande in merito con un "no comment", confermando la sua politica di anonimità per quanto riguarda gli acquirenti.